# エリシウム平原
エリシウム平原（エリシウムへいげん、英語: Elysium Planitia）は、火星の赤道付近にある広大な平原。

## 地形
中心座標は北緯3度00分 東経154度42分 / 北緯3.0度 東経154.7度付近で、エリシウム地域からアイオリス地域にかけて広がっている。 平原の北方にはエリシウム山等からなる火山地帯が存在しており、この火山地域はタルシスに次いで火星で2番目に大きい。
エリシウム平原にはいくつかのクレーターが存在している。大きなものでは、エディー、ロッキャー、トンボーがある。平原にはまたエリシウム山やアルボル・トロスといった大きな火山に、アサバスカ峡谷と呼ばれる火星で最も若いかもしれない峡谷が存在する。平原の東側にはオルクス・パテラと呼ばれる細長い窪地がある。

## 地下の氷
2005年に火星探査機マーズ・エクスプレスがエリシウム平原の北緯5° 東経150° / 北緯5度 東経150度付近を撮影した写真により、この地域に灰に覆われた水の氷が存在する可能性が示されている。氷は推計で800×900kmの領域に45mの深さで存在しているとみられており、これは地球の北海に匹敵する領域と深さである。 この氷は、200万年から1,000万年前にケルベルス地溝帯から溢れ出た水が残ったものだと考えられている。エリシウム平原の地表は、湖に浮かんだ割れた氷のような「プレート」に分割されている。クレーターによる、玄武岩質の溶岩がゆっくり固まった形跡との比較から、これらのプレートが100万年より古いものであることが分かる。

## 探査
エリシウム平原南端に位置するゲール・クレーターには、2012年に火星探査機キュリオシティが着陸している。
また、2018年11月には探査機インサイトが、エリシウム平原内に着陸。搭載している地震計により、火星の地震（火震）などを観測している。

## 画像

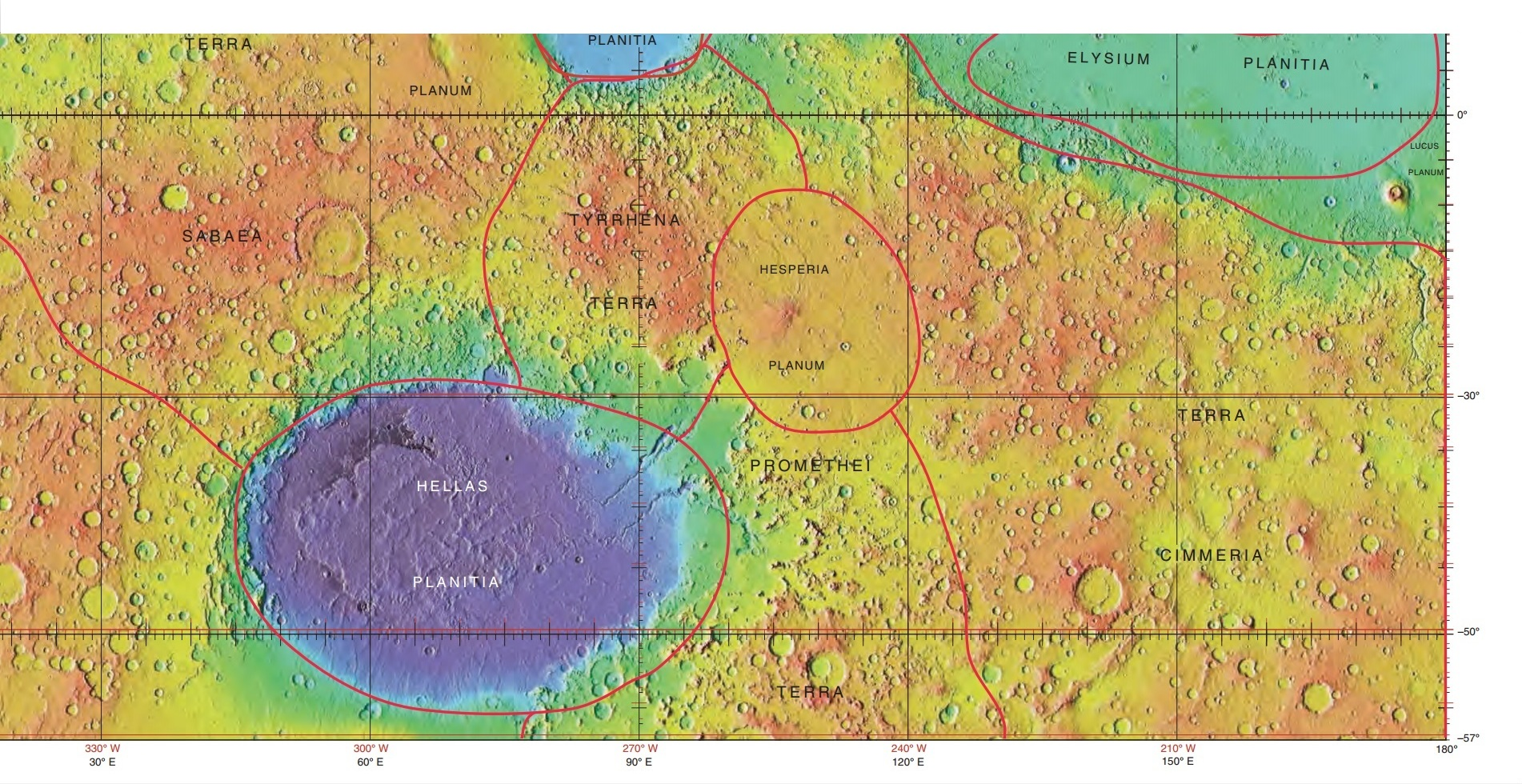
エリシウム平原とその周辺地域の地形図。
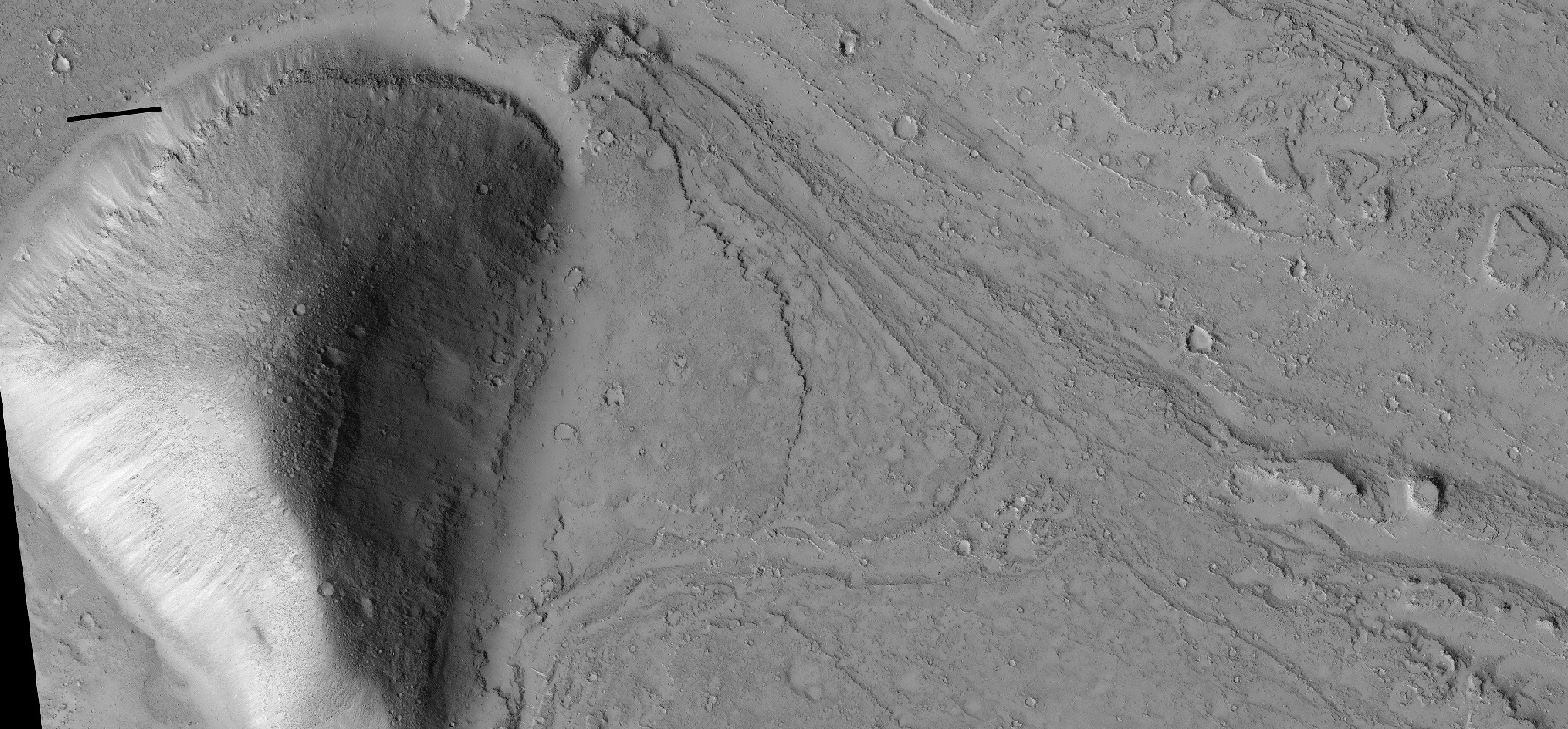
小さな丘の周りの地表。
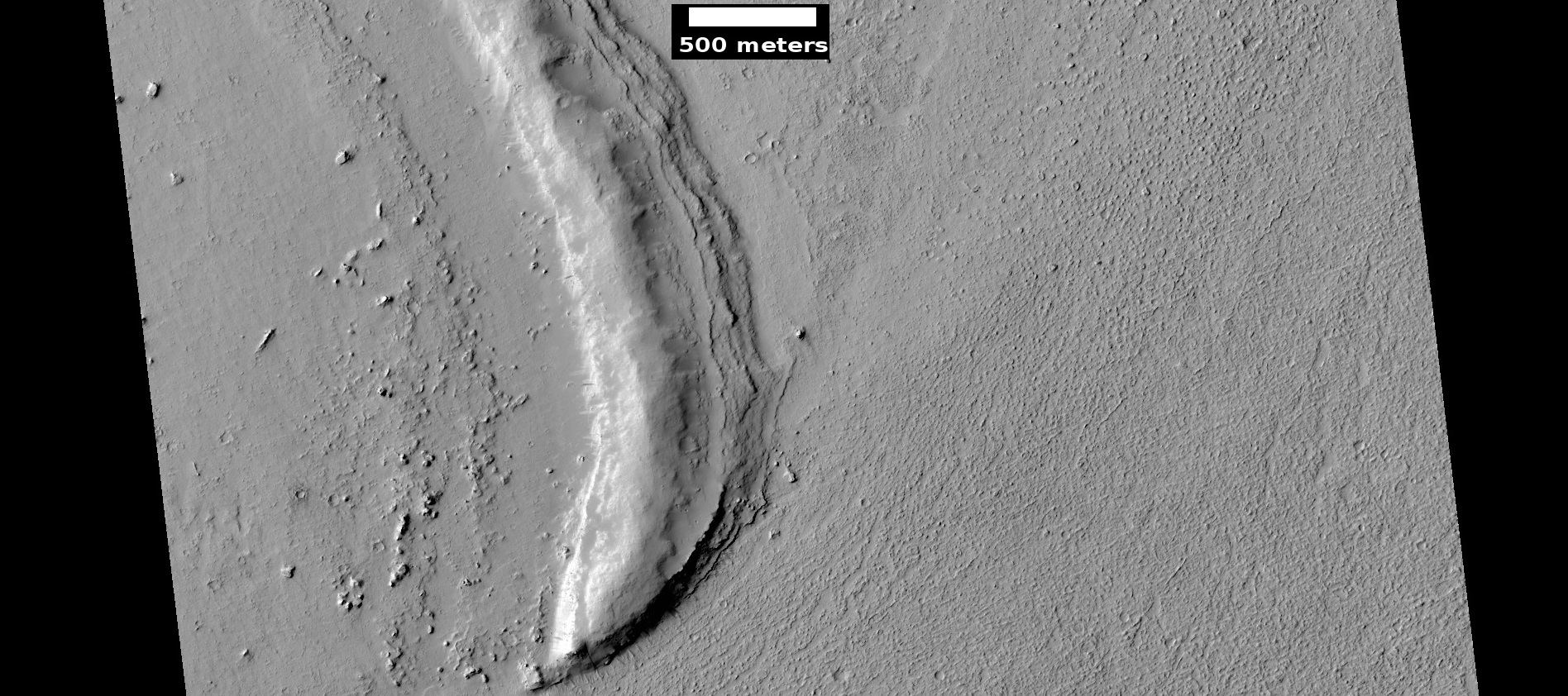
マルテ峡谷（英語版）の古いクレーターの外縁部。
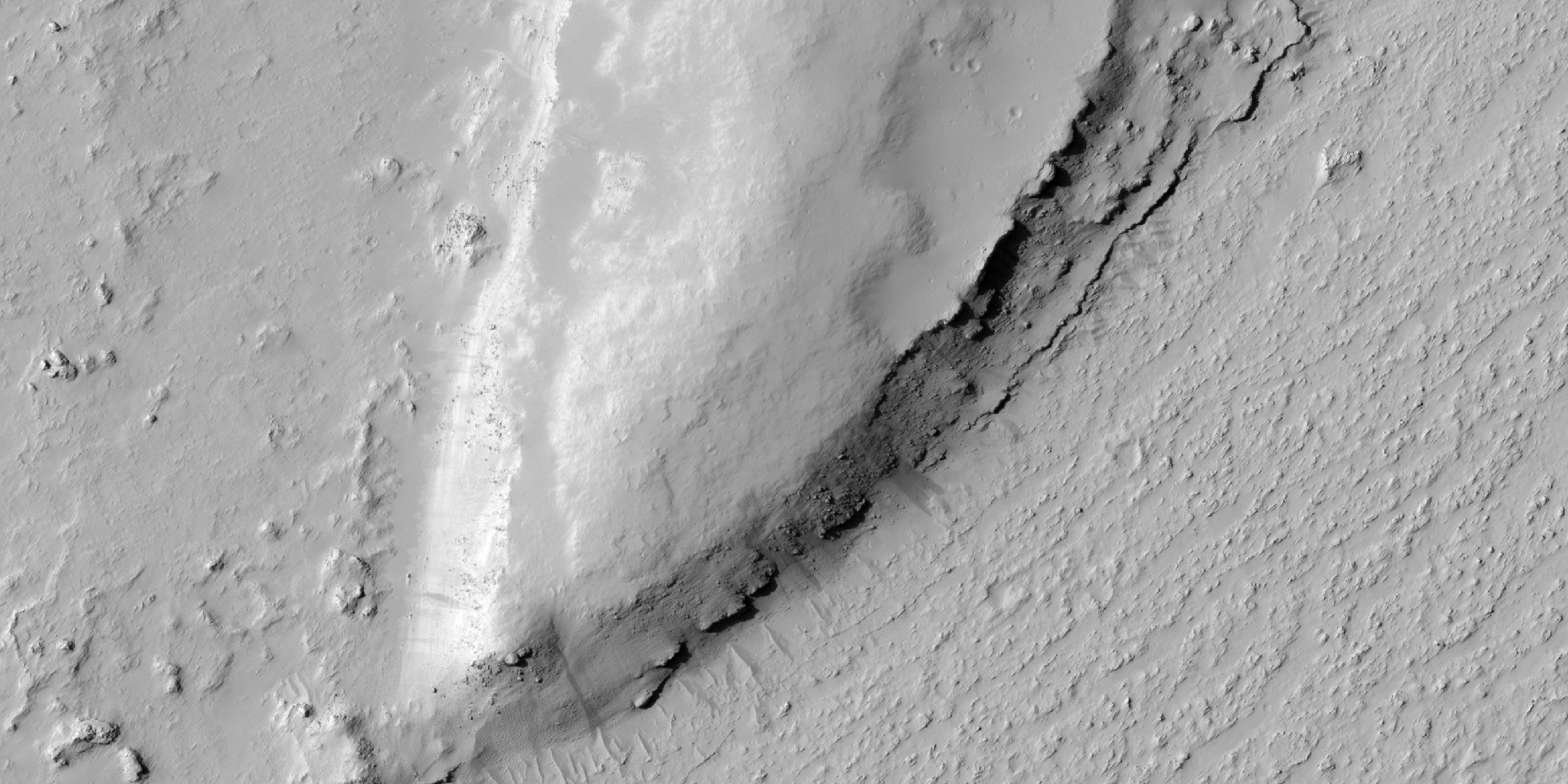
クレーター外縁部の拡大写真。Dark slope streak（英語版）と呼ばれる黒い線が写る。
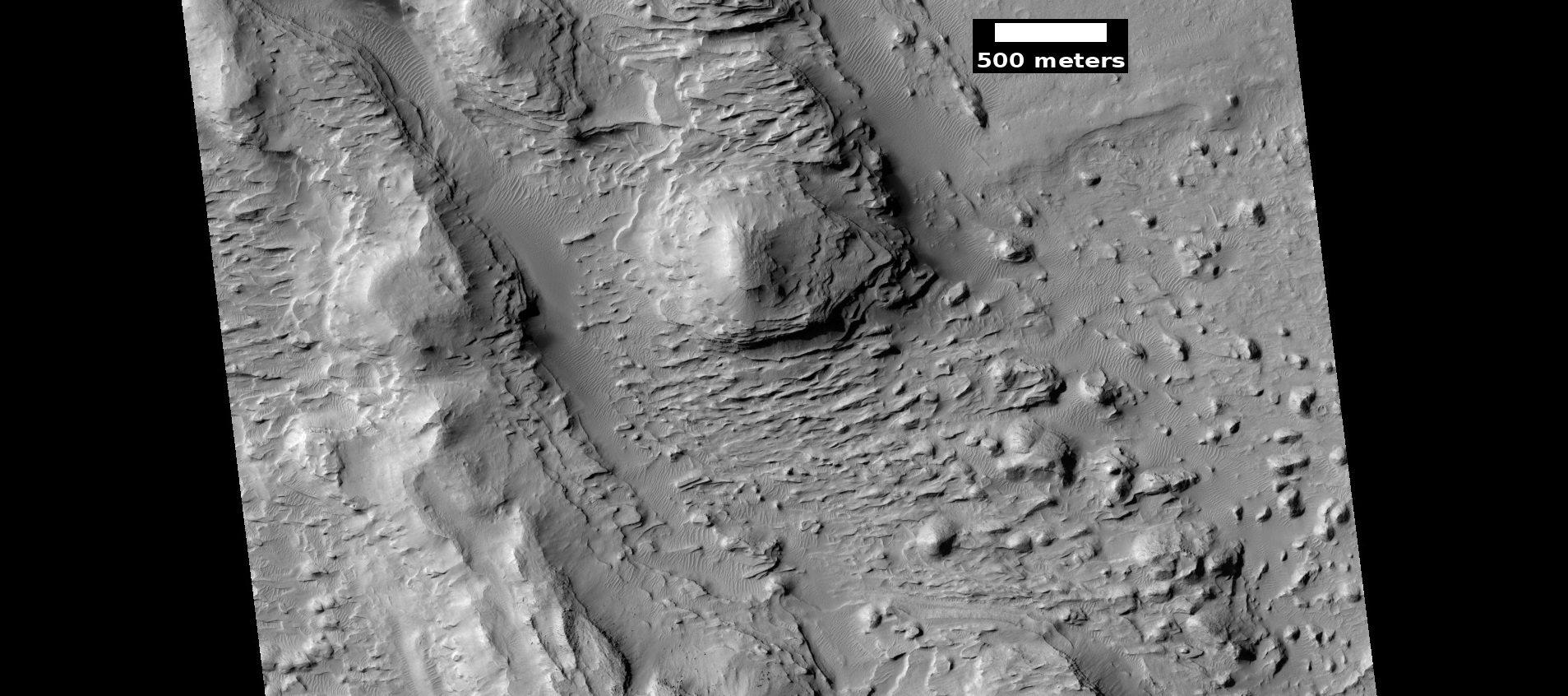
ゲール・クレーター東部に位置する丘と地層。
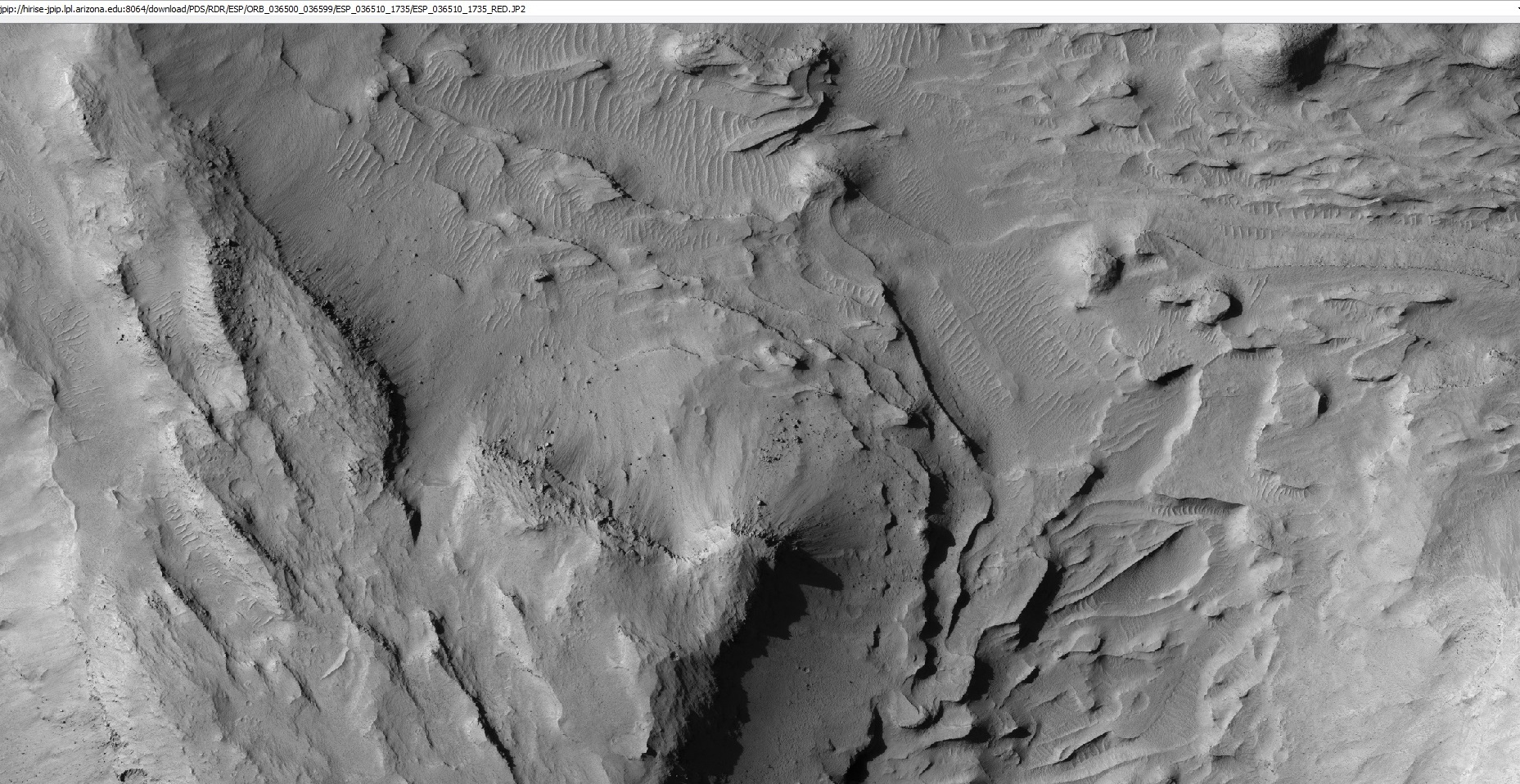
ゲール・クレーター東部に位置する丘。
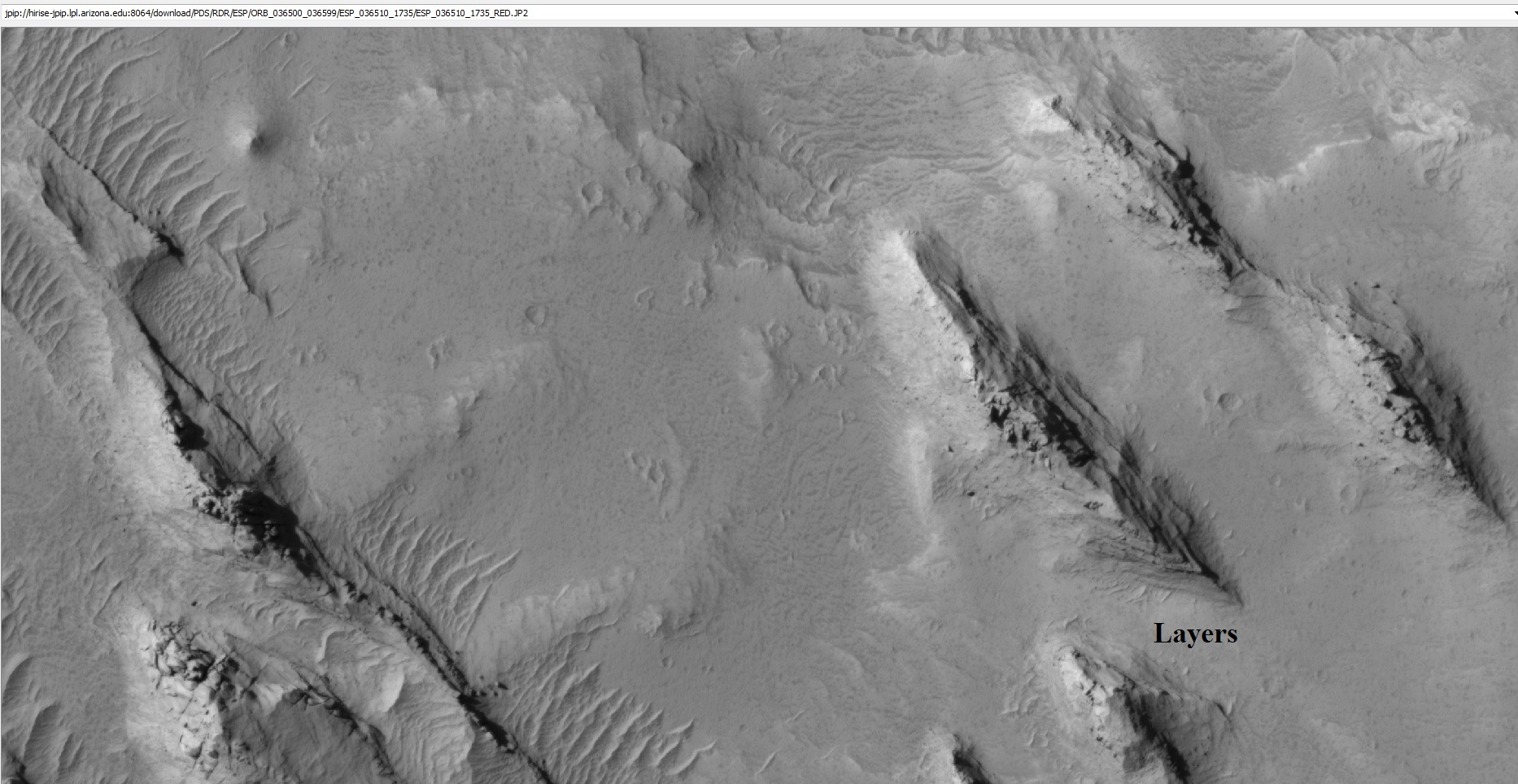
ゲール・クレーター東部のヤルダン地形。
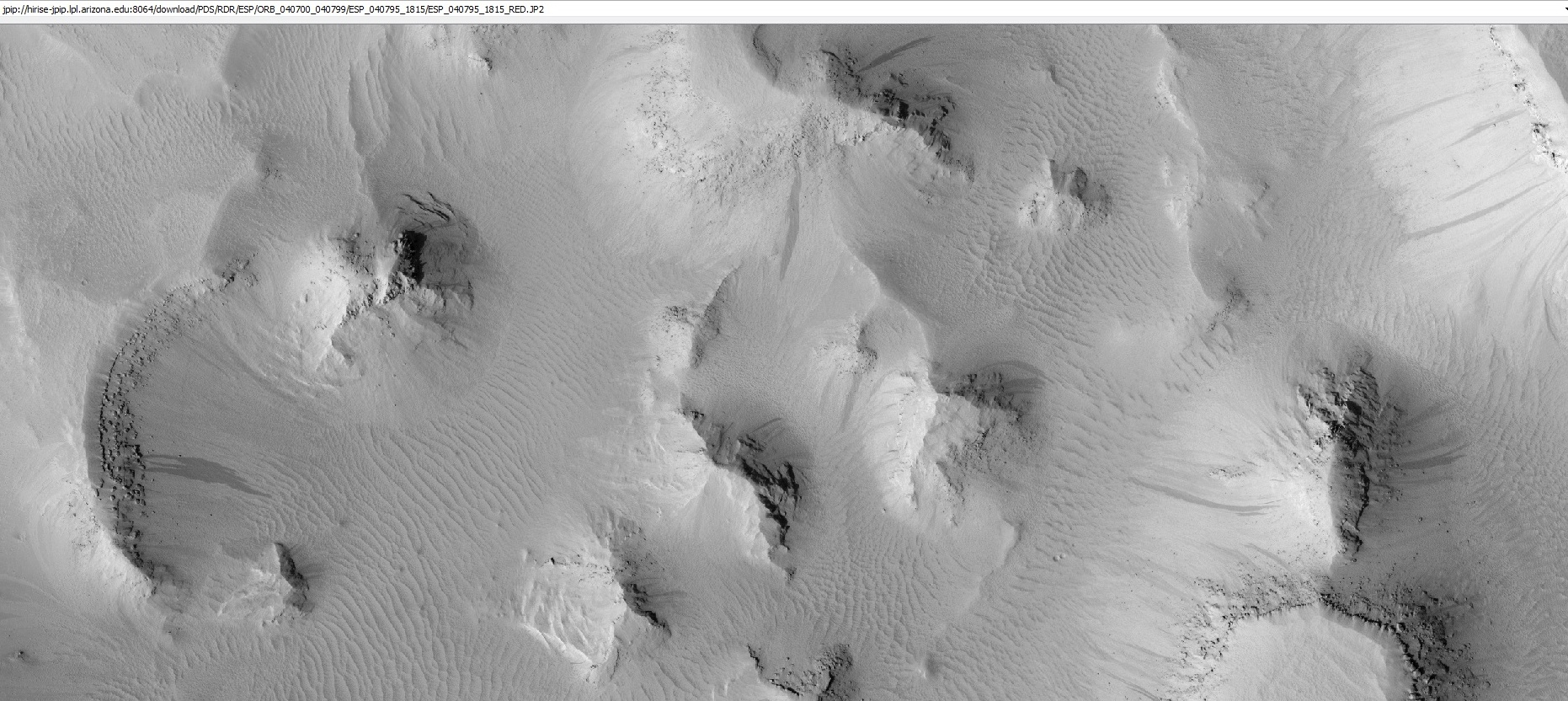
アヴェルヌス丘（英語版）東部のメサと、メサが侵食され地層があらわになった部分、それにDark slope streak。
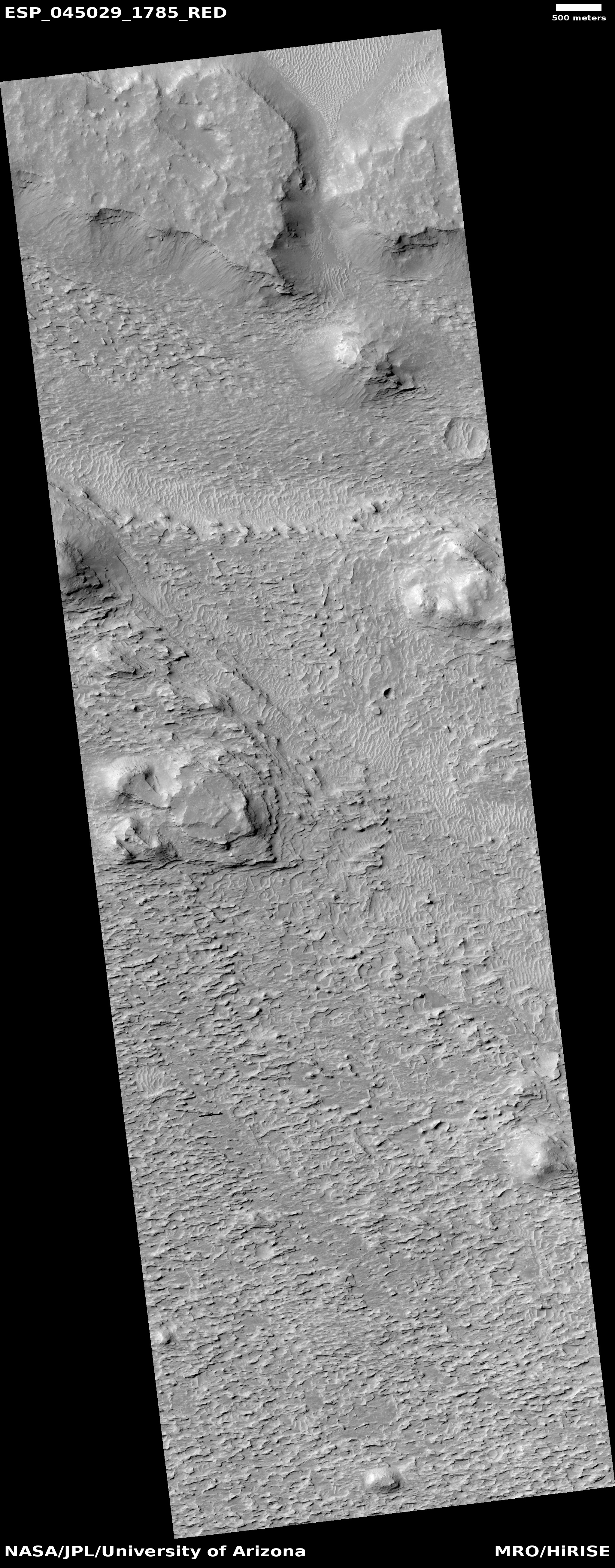
ゲール・クレーター北東部の積み重なった地表。
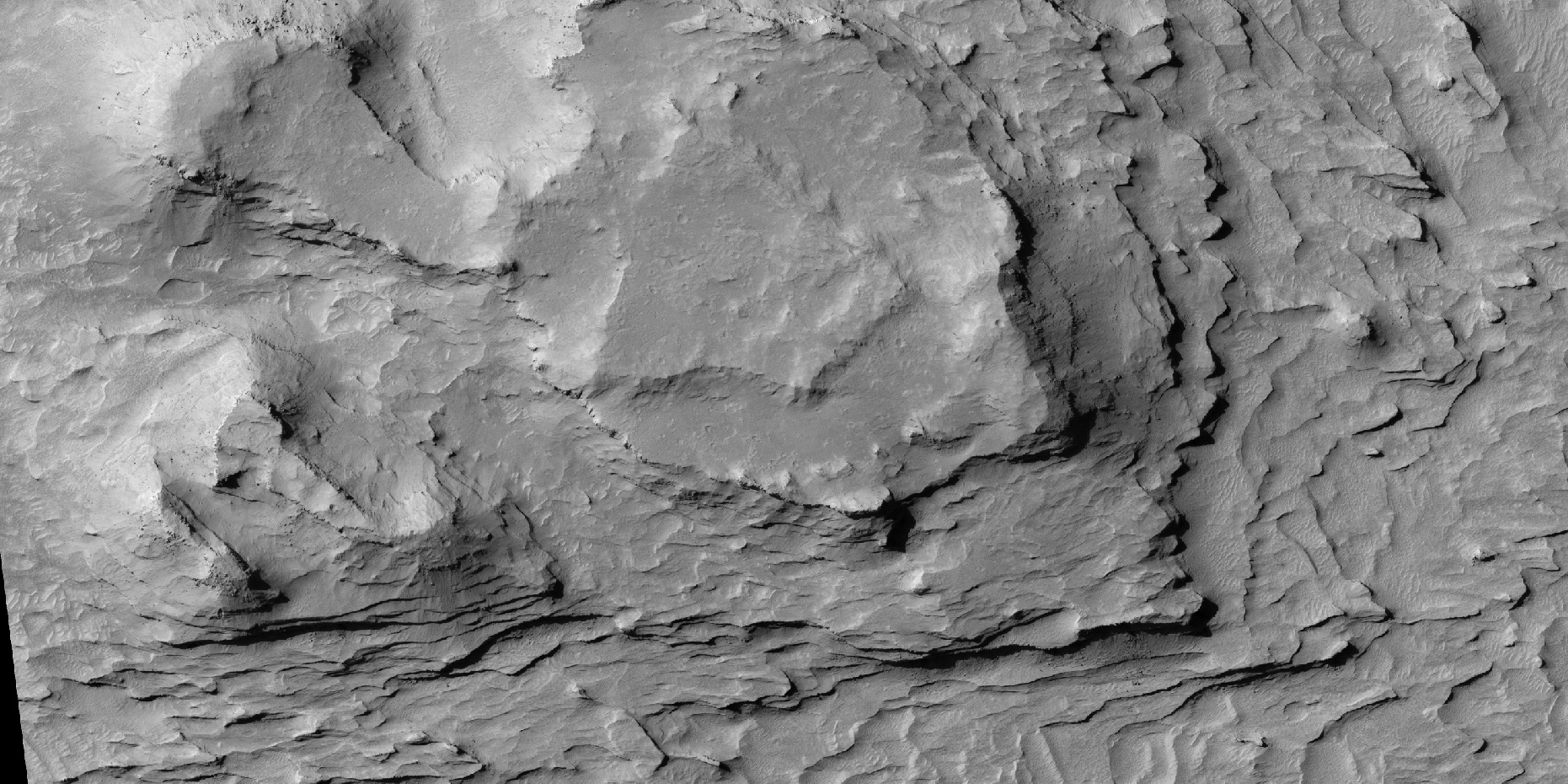
地表の丘の拡大写真。
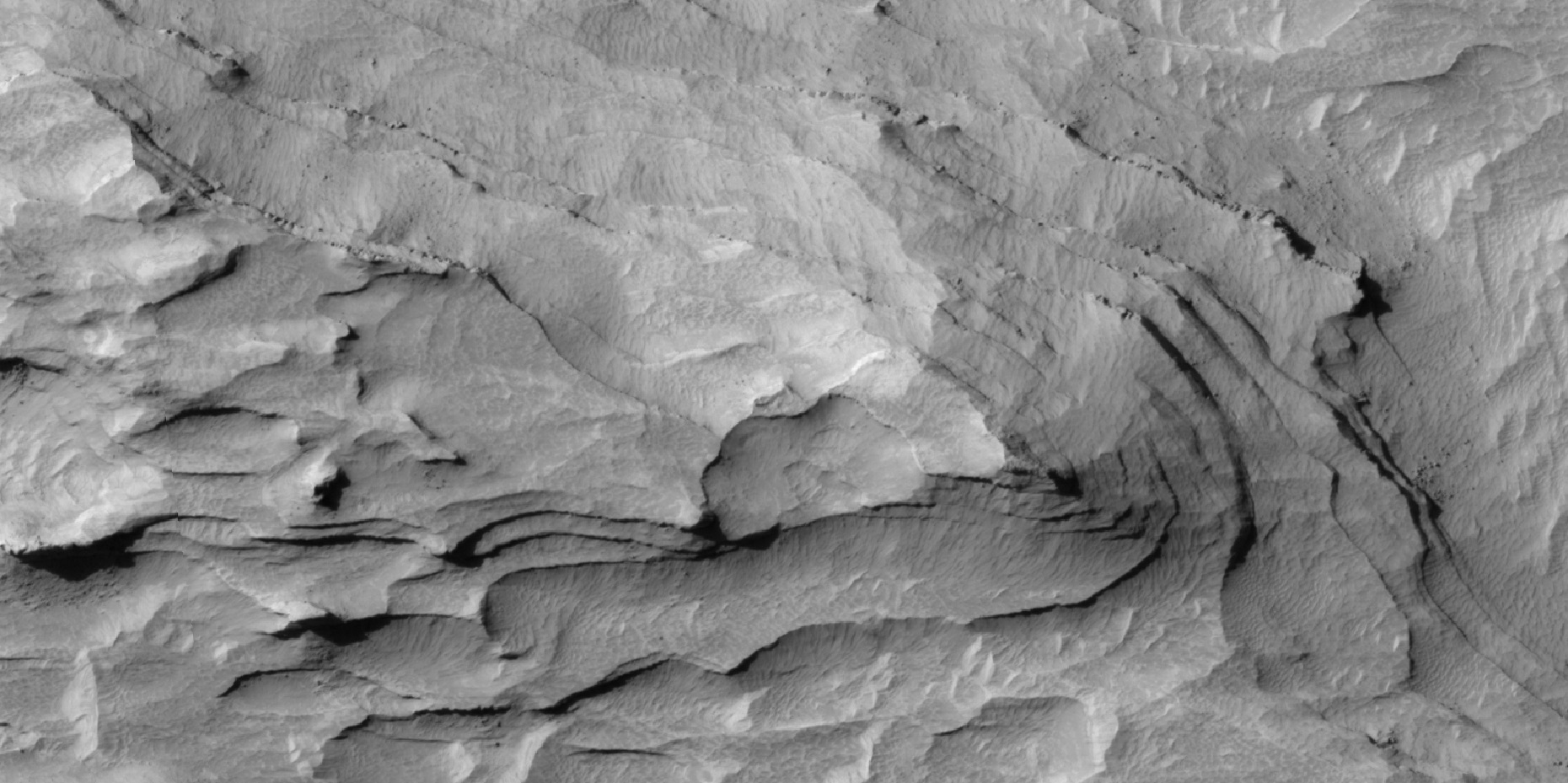
地表の丘の拡大写真。